# Sällsynta jordartsmetaller
Sällsynta jordartsmetaller (förkortas ibland REE efter engelskans rare-earth element eller REM efter rare-earth metal) är metalliska grundämnen vars föreningar förekommer relativt sparsamt i naturen. Hit räknas med IUPAC:s definition periodiska systemets grupp 3, skandium, yttrium och lantanoiderna (det vill säga lantan samt de fjorton lantaniderna).

## Lista över sällynta jordartsmetaller
Till de sällsynta jordartsmetallerna räknas således följande grundämnen:
| Atomnr | Kemisk beteckning | Namn       | Upptäcktsår | Upptäckare                         | Fyndort och mineral  |
| ------ | ----------------- | ---------- | ----------- | ---------------------------------- | -------------------- |
| 21     | Sc                | Skandium   | 1879        | Lars Fredrik Nilson                | Ytterby, Gadolinit   |
| 39     | Y                 | Yttrium    | 1794        | Johan Gadolin                      | Ytterby, Gadolinit   |
| 57     | La                | Lantan     | 1838        | Carl Gustaf Mosander               | Bastnäsfältet, Cerit |
| 58     | Ce                | Cerium     | 1803        | Jacob Berzelius m.fl.              | Bastnäsfältet, Cerit |
| 59     | Pr                | Praseodym  | 1885        | Carl Auer von Welsbach             | Österrike            |
| 60     | Nd                | Neodym     | 1885        | Carl Auer von Welsbach             | Österrike            |
| 61     | Pm                | Prometium  | 1945        | Jacob A. Marinsky                  | USA                  |
| 62     | Sm                | Samarium   | 1879        | Paul-Émile Lecoq de Boisbaudran    |                      |
| 63     | Eu                | Europium   | 1901        | Eugène-Anatole Demarçay            |                      |
| 64     | Gd                | Gadolinium | 1880        | Jean Charles Galissard de Marignac | Ytterby, Gadolinit   |
| 65     | Tb                | Terbium    | 1843        | Carl Gustaf Mosander               | Ytterby, Gadolinit   |
| 66     | Dy                | Dysprosium | 1886        | Paul-Émile Lecoq de Boisbaudran    |                      |
| 67     | Ho                | Holmium    | 1878        | Jacques-Louis Soret m.fl.          | Ytterby, Gadolinit   |
| 68     | Er                | Erbium     | 1842        | Carl Gustaf Mosander               | Ytterby, Gadolinit   |
| 69     | Tm                | Tulium     | 1879        | Per Teodor Cleve                   | Ytterby, Gadolinit   |
| 70     | Yb                | Ytterbium  | 1878        | Jean Charles Galissard de Marignac | Ytterby, Gadolinit   |
| 71     | Lu                | Lutetium   | 1907        | Georges Urbain m.fl.               |                      |

Kommentarer till tabellen.
- Berzelius cerium var en blandning. En del författare anger C.G. Mosander som upptäckare av både cerium och lantan.[3]
- En del författare anger Cleve som upptäckare av både tulium och holmium. Båda upptäcktes från orent Erbium[4]
- Carl Gustaf Mosander upptäckte didym år 1840, Welsbach upptäckte år 1885 att didym är sammansatt av neodym och praseodym.[5]
- Lutetium upptäcktes av Urbain och Welsbach oberoende av varandra år 1907.[6]

## Plats i periodiska systemet
| 1 H   |       |       |       |       |       |       |       |       |       |       |       |       |        |        |        |        |        |        |        |        |        |        |        |        |        |        |        |        |        |        | 2 He   |
| 3 Li  | 4 Be  |       |       |       |       |       |       |       |       |       |       |       |        |        |        |        |        |        |        |        |        |        |        |        |        | 5 B    | 6 C    | 7 N    | 8 O    | 9 F    | 10 Ne  |
| 11 Na | 12 Mg |       |       |       |       |       |       |       |       |       |       |       |        |        |        |        |        |        |        |        |        |        |        |        |        | 13 Al  | 14 Si  | 15 P   | 16 S   | 17 Cl  | 18 Ar  |
| 19 K  | 20 Ca | 21 Sc |       |       |       |       |       |       |       |       |       |       |        |        |        |        | 22 Ti  | 23 V   | 24 Cr  | 25 Mn  | 26 Fe  | 27 Co  | 28 Ni  | 29 Cu  | 30 Zn  | 31 Ga  | 32 Ge  | 33 As  | 34 Se  | 35 Br  | 36 Kr  |
| 37 Rb | 38 Sr | 39 Y  |       |       |       |       |       |       |       |       |       |       |        |        |        |        | 40 Zr  | 41 Nb  | 42 Mo  | 43 Tc  | 44 Ru  | 45 Rh  | 46 Pd  | 47 Ag  | 48 Cd  | 49 In  | 50 Sn  | 51 Sb  | 52 Te  | 53 I   | 54 Xe  |
| 55 Cs | 56 Ba | 57 La | 58 Ce | 59 Pr | 60 Nd | 61 Pm | 62 Sm | 63 Eu | 64 Gd | 65 Tb | 66 Dy | 67 Ho | 68 Er  | 69 Tm  | 70 Yb  | 71 Lu  | 72 Hf  | 73 Ta  | 74 W   | 75 Re  | 76 Os  | 77 Ir  | 78 Pt  | 79 Au  | 80 Hg  | 81 Tl  | 82 Pb  | 83 Bi  | 84 Po  | 85 At  | 86 Rn  |
| 87 Fr | 88 Ra | 89 Ac | 90 Th | 91 Pa | 92 U  | 93 Np | 94 Pu | 95 Am | 96 Cm | 97 Bk | 98 Cf | 99 Es | 100 Fm | 101 Md | 102 No | 103 Lr | 104 Rf | 105 Db | 106 Sg | 107 Bh | 108 Hs | 109 Mt | 110 Ds | 111 Rg | 112 Cn | 113 Nh | 114 Fl | 115 Mc | 116 Lv | 117 Ts | 118 Og |

I vissa tekniska tillämpningar förekommer det att begreppet avgränsas på andra sätt än IUPAC:s officiella. Även en uppdelning mellan tunga (HREE) respektive lätta (LREE) sällsynta jordartsmetaller förekommer inom tekniska tillämpningar, dock utan att dessa begrepp tillämpas på ett enhetligt sätt. En relativt vanlig definition av HREE, baserat på ämnenas elektronstruktur, är dock terbium till lutetium (grundämne 65 till 71) samt yttrium.
Existensen av skandium förutsades på teoretisk grund av Dmitrij Mendelejev, som provisorisk kallade ämnet ekabor ("liknande bor").
Många av de sällsynta jordartsmetallerna har fått stor teknisk betydelse som tillsatsämnen inom halvledartekniken.

## Förekomst

Den relativa förekomsten i jordskorpan av olika grundämnen. De sällsynta jordartsmetallerna anges med blått.

De sällsynta jordartsmetallerna förekommer ofta tillsammans. Trots beteckningen är ämnena inte så sällsynta som man trodde när gruppen namngavs. Vanligast förekommande är cerium, som är det 25:e vanligaste grundämnet i jordskorpan. Prometium, som saknar stabila isotoper, förekommer nästan inte alls. Med undantag för prometium är alla grundämnen i gruppen mindre sällsynta än exempelvis silver och guld. De med jämna atomnummer som Sm, Gd, Dy etc. är betydligt vanligare än de med udda atomnummer som Eu, Tb, Ho etc.

### Mineral innehållande sällsynta jordartsmetaller
- Monazit
- Xenotim
- Gadolinit
- Bastnäsit
- Samarskit gadolinium upptäcktes ur detta mineral.
- Fergusonit
- Euxenit

| --     | Monazit Australien | Bastnäsit USA | Xenotim Malaysia |
| ------ | ------------------ | ------------- | ---------------- |
| La2O3  | 24                 | 33            | 0,5              |
| CeO2   | 46                 | 49            | 5                |
| Nd2O3  | 17                 | 12            | 2,2              |
| Gd2O3  | 1,5                | 0,2           | 4                |
| Dy2O3  | 0,7                | 0,03          | 8,7              |
| Y2O3   | 2,4                | 0,09          | 61               |
| Sm2O3  | 2,5                | 0,8           | 1,9              |
| Pr6O11 | 5                  | 4,3           | 0,7              |

| -- | Kiruna   | Malmberget |
| -- | -------- | ---------- |
| Ce | 780–1650 | 1000–2500  |
| Nd | 500–850  | 150–440    |
| Sa | 120–150  | 70–275     |

## Produktion och marknad

Världsproduktion av sällsynta jordartsmetaller under 1900-talets andra hälft

Världsproduktionen av sällsynta jordartsmetaller dominerades länge av en gruva i Mountain Pass i Kalifornien, som stängdes 2002 på grund av fallande råvarupriser och miljöproblem men återöppnades 2018. Världsproduktionen 2018 (utom skandium) uppskattas till 170 000 ton och domineras av Kina där 70% bröts, framför allt i distriktet Bayan Obo i Inre Mongoliet. 12% bröts i Australien och 9% i USA. I Vietnam och Brasilien finns stora mineralreserver men dessa länder har endast låg produktion.

### Marknad
Metallerna i gruppen prissätts olika: År 2018 handlades oxider av de vanligt förekommande cerium och lantan för 2 USD/kg medan dysprosiumoxid kostade 180 USD/kg och terbiumoxid 461 USD/kg.

## Sällsynta jordartsmetaller i Sverige
I Sverige undersöks möjliga fyndigheter framför allt i Norra Kärr i närheten av Gränna och som utvinning ur gruvavfall i Kiruna.
I januari 2023 tillkännagavs att LKAB lokaliserat Europas största kända fyndighet av sällsynta jordartsmetaller i Per Geijermalmen strax norr om Kiruna.

## Användningsområde
Sällsynta jordartsmetaller används bland annat i katalysatorer, keramer, glas, permanentmagneter, mikrochip, LCD-skärmar, batterier och mobiltelefoner.